# Thayer (Kansas)
Thayer es una ciudad ubicada en el condado de Neosho en el estado estadounidense de Kansas. En el año 2010 tenía una población de 319 habitantes y una densidad poblacional de 167,89 personas por km².

## Geografía
Thayer se encuentra ubicada en las coordenadas 37°29′14″N 95°28′34″O / 37.48722, -95.47611 (37.487127, -95.476237).

## Demografía
Según la Oficina del Censo en 2000 los ingresos medios por hogar en la localidad eran de $35,288 y los ingresos medios por familia eran $38,250. Los hombres tenían unos ingresos medios de $25,625 frente a los $18,906 para las mujeres. La renta per cápita para la localidad era de $13,497. Alrededor del 9.9% de la población estaban por debajo del umbral de pobreza.